# Sandesh

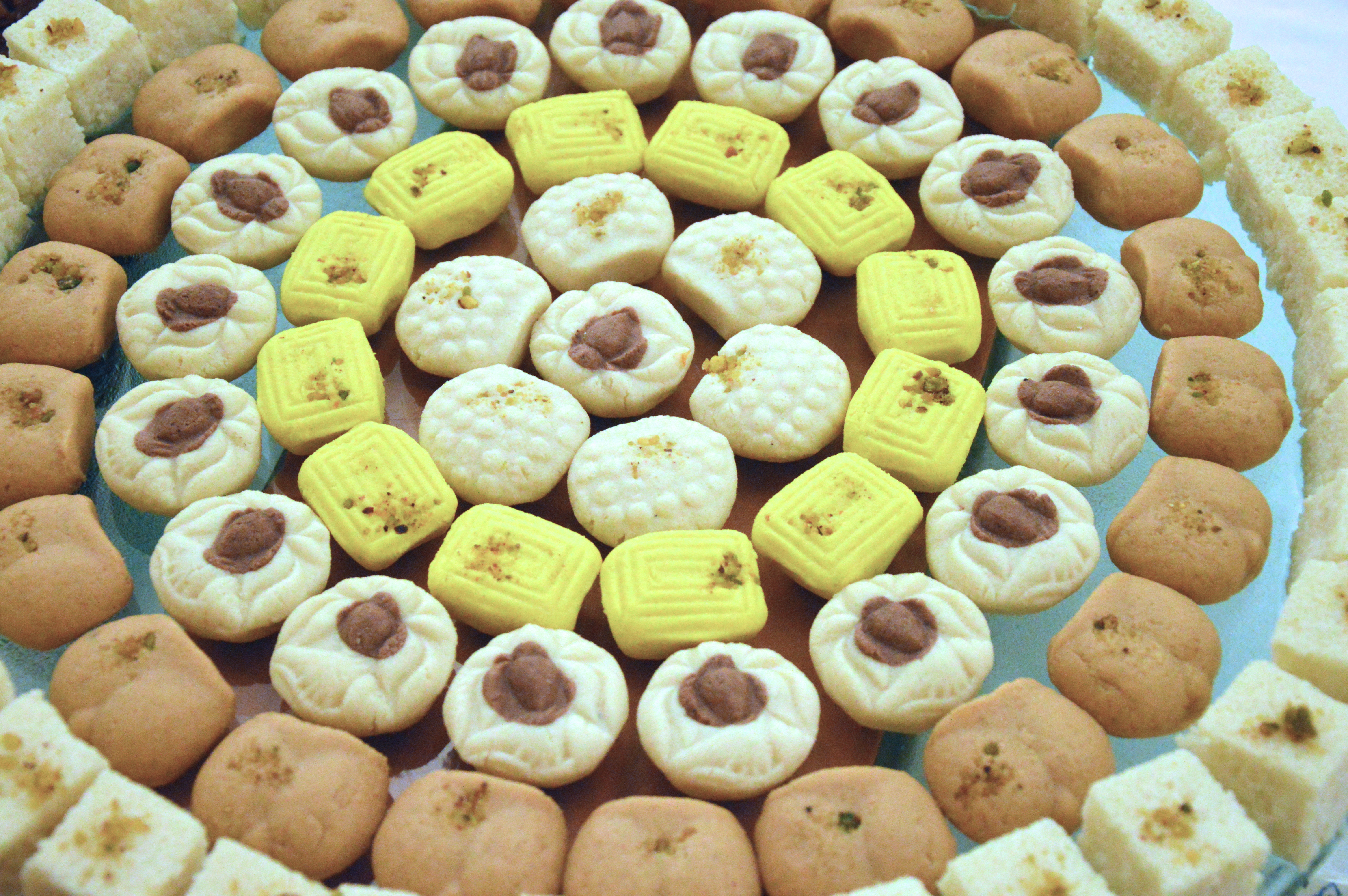
Sandesh - Oberoi Grand - Kolkata

Sandesh (idioma bengalí: সন্দেশ Shôndesh, Hindi: संदेश) es un bocado dulce oriundo y muy popular en la región de Bengala (Bangladés independiente y Bengala Occidental, una provincia de la India). Se prepara con leche y azúcar. Algunas recetas de sandesh utilizan chhana (leche cuajada)  o paneer en lugar de leche.
Algunas personas en la región de Daca lo llaman pranahara (literalmente, 'ladrón' de corazón) el cual es un tipo más suave de sandesh, hecho con mawa y esencia de cuajada. El sandesh es mencionado en la película «Devdas» (2002) donde se pueden observar aspectos tanto de la cultura indostaní como bengalí. Los mejores fabricantes de sandesh son de Narail y Daca en Bangladés y Calcuta en Bengala Occidental, India. Las variedades más populares son parijat, crema rosa, dilkhush, abar khabo, chocolate talsansh. Nakur, Bhim Nag, Makhon y Nalin Sarkar son algunas de las tiendas más famosas en Calcuta. El famoso sandesh «makha» es oriundo del distrito de Bardhaman.
Otro dulce bengalí popular el rasamalai es una versión modificada del sandesh. Mientras que el sandesh es seco, el rasmalai está empapado en crema espesa. El rasmalai de Comilla Bangladés es el más popular de su tipo.